# Working for Water

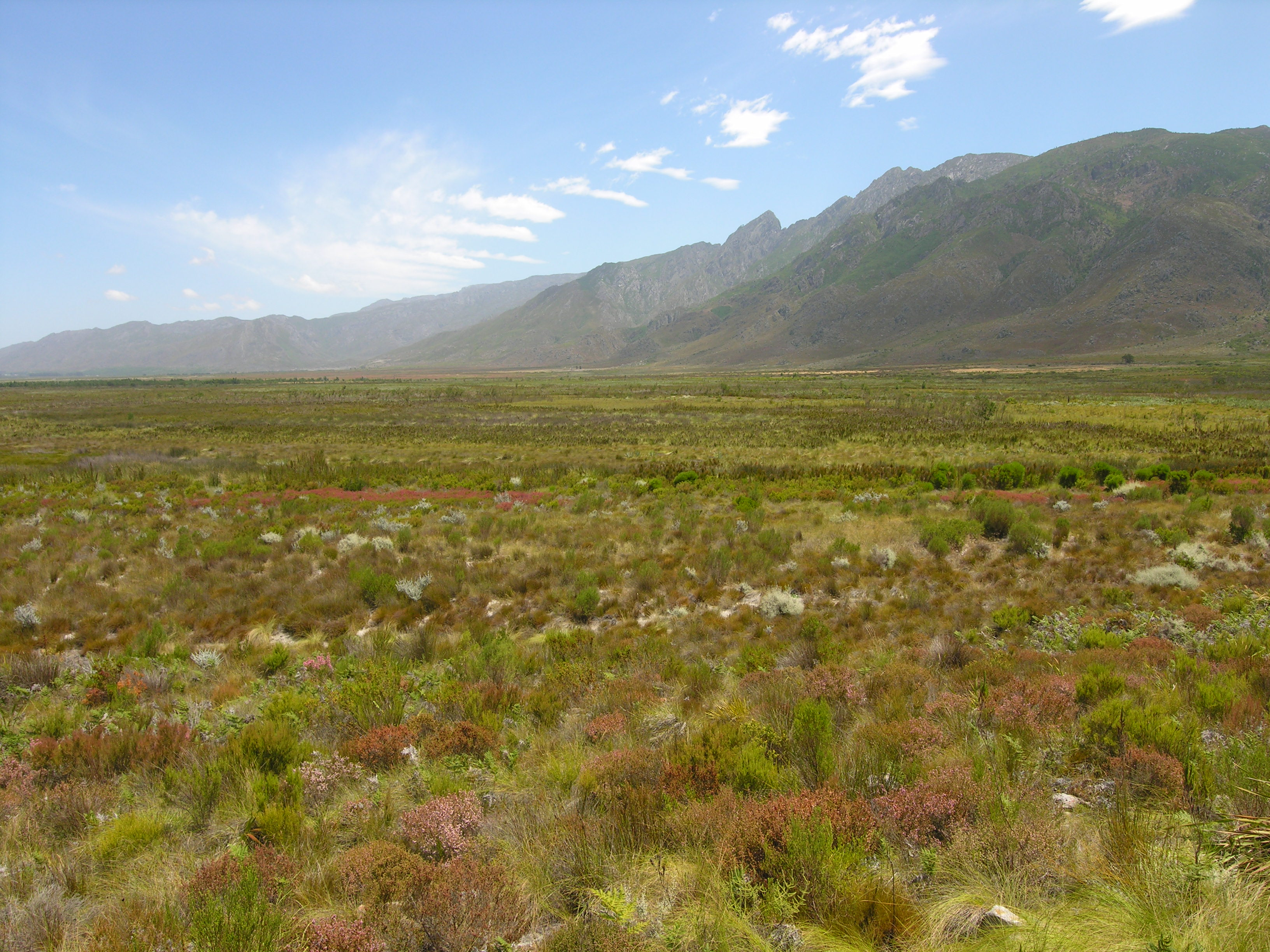
Working for Water zielt unter anderem auf den Erhalt der charakteristischen Fynbos-Landschaft ab

Working for Water (abgekürzt: WfW) ist ein südafrikanisches Regierungsprogramm zur Entfernung nicht-einheimischer Pflanzen. Das Programm zielt sowohl auf die Regulierung des Wasserhaushaltes durch die Entfernung unerwünschter Pflanzenarten, den Schutz bedrohter einheimischer Arten als auch die Armutslinderung, indem in dem Programm vor allem Arbeitsplätze vorrangig an Langzeitarbeitslose vergeben werden. Seit seiner Gründung im Jahre 1995 durch das zuständige Ministerium für Wasser und Forsten (Department of Water Affairs and Forestry) wurden im Rahmen von Working for Water mehr als eine Million Hektar von invasiven Pflanzenarten befreit und etwa 20.000 Personen pro Jahr Arbeit geboten. Die südafrikanische Regierung stellte mit dem Programmstart ein Jahresbudget in Höhe von 480 Millionen Rand zur Verfügung, wobei die Laufzeit für 20 Jahre vorgesehen ist. Nach Andrew Balmford, Professor für Naturschutzbiologie an der Universität Cambridge, soll das Programm  weltweit das größte Programm zur Bekämpfung invasiver Arten sein.

## Hintergrund
Südafrika weist eine ungewöhnliche Vielfalt an Pflanzen auf. Mit mehr als 20.000 Arten ist die Zahl der vorkommenden Arten ungefähr doppelt so hoch wie die Europas. Zwei Drittel der Arten sind endemisch – sie kommen an keinem anderen Ort der Welt vor. Mehr als eine von acht Pflanzenarten ist jedoch in ihrem Vorkommen bedroht. Ursache für diesen hohen Bedrohungsgrad sind neben der Umnutzung von naturbelassenen Flächen durch den Menschen vor allem invasive Pflanzenarten. Diese invasiven Pflanzenarten wirken sich überwiegend (aber nicht ausschließlich) negativ auf die Fauna und den Wasserhaushalt aus.
In Südafrika wurden insgesamt etwa 9000 Pflanzenarten eingeführt. Von diesen eingeführten Arten haben sich 200 Arten als problematisch erwiesen. Dabei handelt es sich überwiegend um Bäume und Sträucher. Zu diesen Arten zählen eingeführte Kiefern wie beispielsweise die Monterey-Kiefer, die in das Fynbos eindringt, verschiedene Eukalypten und Opuntien, die sich im ariden Grasland verbreiten. In einigen Küstengebieten haben sich Weiden als problematisch erwiesen. Gerechtfertigt wird das Programm mit den hohen Schäden, die vor allem diese 200 Arten in Südafrika verursachen. Untersuchungen zu Beginn des Programmes konnten nachweisen, dass invasive Arten sich bereits auf mehr als 100.000 Quadratkilometern, einem Zwölftel der Fläche Südafrikas, ausgebreitet hatten. Der Wasserbedarf dieser Pflanzen wurde auf jährlich drei Kubikkilometer geschätzt.

## Auswirkungen eingeschleppter Arten als Langzeitproblem
Die meisten einheimischen Pflanzenarten weisen eine Ruhezeit während der Trockenzeit auf. Die als problematisch erkannten eingeschleppten Pflanzenarten zeichnen sich dagegen zu einem großen Teil durch sehr weitreichende Wurzelsysteme aus und gelangen besser als einheimische Arten an das Grundwasser. Sie erreichen größere Wuchshöhen als einheimische Pflanzen und bieten den regelmäßigen Buschfeuern damit mehr Nahrung, was wiederum dazu führt, dass diese intensiver und vor allem heißer brennen, was sich auf die Keimfähigkeit einheimischen Pflanzensamen negativ auswirkt. Die größeren Schäden, die diese intensiveren Buschfeuer bewirken, ziehen außerdem mehr Erosion nach sich, wenn dem Feuer stärkere Regenfälle folgen.
Die erheblichen Bodenerosionsraten durch vorangegangene intensive Bewirtschaftung, wie dem Anbau auswärtiger Nutzpflanzen (beispielsweise Black Wattle (Acacia mearnsii)), wirkten sich zusätzlich schon seit den 1920er Jahren zunehmend deutlich erkennbar ökologisch und ökonomisch aus. Auf die Verschlechterung der landwirtschaftlichen Produktivität, vor allem in den Reservaten, ging die damalige Native Economic Commission in ihrem Bericht von 1932 ausdrücklich ein. Gestützt von der zu dieser Zeit verbreiteten nationalökonomischen Sicht begann man auf diese Lage mit Mitteln der Gesetzgebung (Soil Erosion Act, 1932 und Native Trust and Land Act, 1936 sowie weitere Gesetze) zu reagieren.
Die Auswirkungen des Wasserverbrauchs durch eingeschleppte Baumarten wurden in Südafrika bereits in den 1920er Jahren diskutiert. Bereits in den 1930er Jahren begann der südafrikanische Hydrologe Christiaan Lodewyk Wicht den Einfluss von Kiefern und anderer Baumarten auf den Wasserstand von Flüssen hin zu untersuchen. In einem Artikel von 1937 entwarf er vergleichsweise früh eine Ursachenanalyse bezüglich des komplexen Wechselspiels zwischen Waldbestand, natürlichen Wasserhaushalt, der Aufforstung sowie ihrer Bedeutung zum Erhalt forst- und landwirtschaftlich nutzbarer Böden, indem er über ein Forschungsprojekt in der Umgebung von Jonkershoek berichtete.
Seit den Arbeiten von Christiaan Lodewyk Wicht wurde das Problem des stetig wachsenden Wasserbedarfs in Südafrika einerseits und den Auswirkungen von Aufforstungsmaßnahmen sowie sich ausbreitender invasiver Pflanzen andererseits auf die Wassergewinnung und ihre Qualität weiter wissenschaftlich untersucht. In den 1970er Jahren kam man schließlich zu dem Ergebnis, dass ein Kiefernbestand den Wasserstand in Flüssen um die Hälfte reduzieren kann.
Im Gebiet der heutigen Provinz Mpumalanga fielen einzelne Flüsse vollständig trocken, nachdem das Grasland durch eine Mischung von Kiefern und Eukalypten ersetzt worden war. Die Ergebnisse dieser langjährigen Untersuchungen legten nahe, dass das Vordringen invasiver Pflanzenarten in die Berge des Kaplandes das verfügbare Wasseraufkommen ernsthaft gefährdete. Die südafrikanische Regierung hatte zu dem Zeitpunkt bereits reagiert und gesetzlich geregelt, dass invasive Pflanzen, die sich im Umfeld von genehmigten Plantagen ansiedelten, zu entfernen seien. Von 1970 bis 1974 wurden bereits auf 350 Quadratkilometer invasive Pflanzenarten in groß angelegten Programmen entfernt. Untersuchungen bestätigten die positiven Wirkungen solcher Entfernungsprogramme.

## Entstehung und Ausführung des Programms
Working for Water entstand in den 1990er Jahren in der Folge einer Initiative von Fynbos-Ökologen. Die Ökologen verglichen die Kosten eines Dammbaus mit den Kosten eines intensivierten Programmes zur Beseitigung invasiver Arten und konnten nachweisen, dass die Kosten pro gewonnenem Liter Wasser um 14 Prozent unter dem lag, was durch einen Dammbau gewonnen werden konnte. Ihnen gelang es 1995 den Minister für Wasserangelegenheiten, Kader Asmal, von dieser Idee zu überzeugen. Ein wesentliches Argument dabei war, dass mit dem Programm tausende von Arbeitsplätzen geschaffen werden könnten. Im Juni 1995 genehmigte das südafrikanische Kabinett erstmals 7 Millionen USD, um mit einem solchen Programm zu beginnen. Innerhalb von wenigen Monaten wurde das Programm ausgedehnt, da es als ein geeignetes Mittel angesehen wurde, der Arbeitslosigkeit im Land zu begegnen. Für Working for Water wurden gezielt Personen ohne Ausbildung angestellt, die schon länger arbeitslos waren. Etwa die Hälfte der Stellen wurde an Frauen vergeben. Die meisten Personen, die für Working for Water arbeiteten, kamen aus ländlichen strukturschwachen Regionen, in denen ansonsten keine Arbeit angeboten werden kann.
In den ersten acht Monaten wurden in dem Programm 6.000 Personen beschäftigt und 300 Quadratkilometer von invasiven Pflanzen gereinigt. Das Programm wurde außerdem durch gezielte Werbemaßnahmen begleitet. Alle im Programm Beschäftigten trugen gelbe T-Shirts und eine PR-Kampagne machte das Programm einer breiteren Öffentlichkeit bekannt. Sehr bald erhielt das Programm weitere Mittel von ausländischen Geldgebern wie beispielsweise der Weltbank. Im Zeitraum 1996–1997 betrug das jährliche Budget, das für dieses Programm zur Verfügung stand, 19 Millionen USD, 1998 war es auf 54 Millionen USD angestiegen. 2010 betrug das Budget des Programmes erstmals 100 Millionen USD, jährlich wurden 8.000 Quadratkilometer von invasiven Pflanzenarten befreit. Von diesen 8.000 Quadratkilometern wurden etwa ein Fünftel erstmals einer solchen Behandlung unterzogen, auf der übrigen Fläche wurden neu herangewachsene invasive Pflanzen beseitigt.
Die zur Beseitigung der invasiven Pflanzen eingesetzten Praktiken umfassen mechanische, chemische und biologische Methoden. Insgesamt sind etwa 300 Projekte in allen südafrikanischen Provinzen mit diesbezüglichen Tätigkeiten befasst. Darunter fallen das Entfernen der unerwünschten Pflanzen durch aufwendige Handarbeit, mechanische Arbeiten im Rindenbereich und Stamminjektionen, Formen der biologischen Kontrolle (Eindämmung der Reproduktionsrate) sowie der Einsatz von Herbiziden.

## Kritik
Balmford bemängelt an dem Programm unter anderem, dass die Auswirkungen und Erfolge nicht hinreichend systematisch gemessen werden. Kostentreibend wirkt außerdem, dass beim Entfernen unerwünschter Pflanzen Feuer nur sehr begrenzt eingesetzt wird. Die niedrigen Löhne, die in dem Programm gezahlt werden, sowie die Begrenzung der Beschäftigung auf maximal zwei Jahre behindert den Aufbau von Know-how unter den in dem Programm Beschäftigten. Es gibt nur sehr wenige Auswertung darüber, wie dieses Programm langfristig zur Verbesserung der Beschäftigungssituation beiträgt.